# شارع تمانيان
شارع كوميتاس (الأرمينية: Թամանյան Փողոց) هو شارع للمشاة في يريفان، أرمينيا سمي على اسم المهندس المعماري الرئيسي ألكسندر تامانيان. يقع الشارع في مقاطعة كينترون المركزية حيث يربط شلال يريفان في الشمال بشارع موسكو في الجنوب. يبلغ طول الشارع 200 متر (660 قدمًا) وعرضه 55 مترًا (180 قدمًا) بتمثال تامانيان عند مدخل الشارع منذ عام 1974. وتقع حديقة النحت ومتحف كفيسجيان للفنون على طول الشارع إلى حدود سلالم المجمع.
توجد عدة أنواع من المقاهي والحانات والمطاعم والحانات على أرصفة الشارع.

## معرض الصور

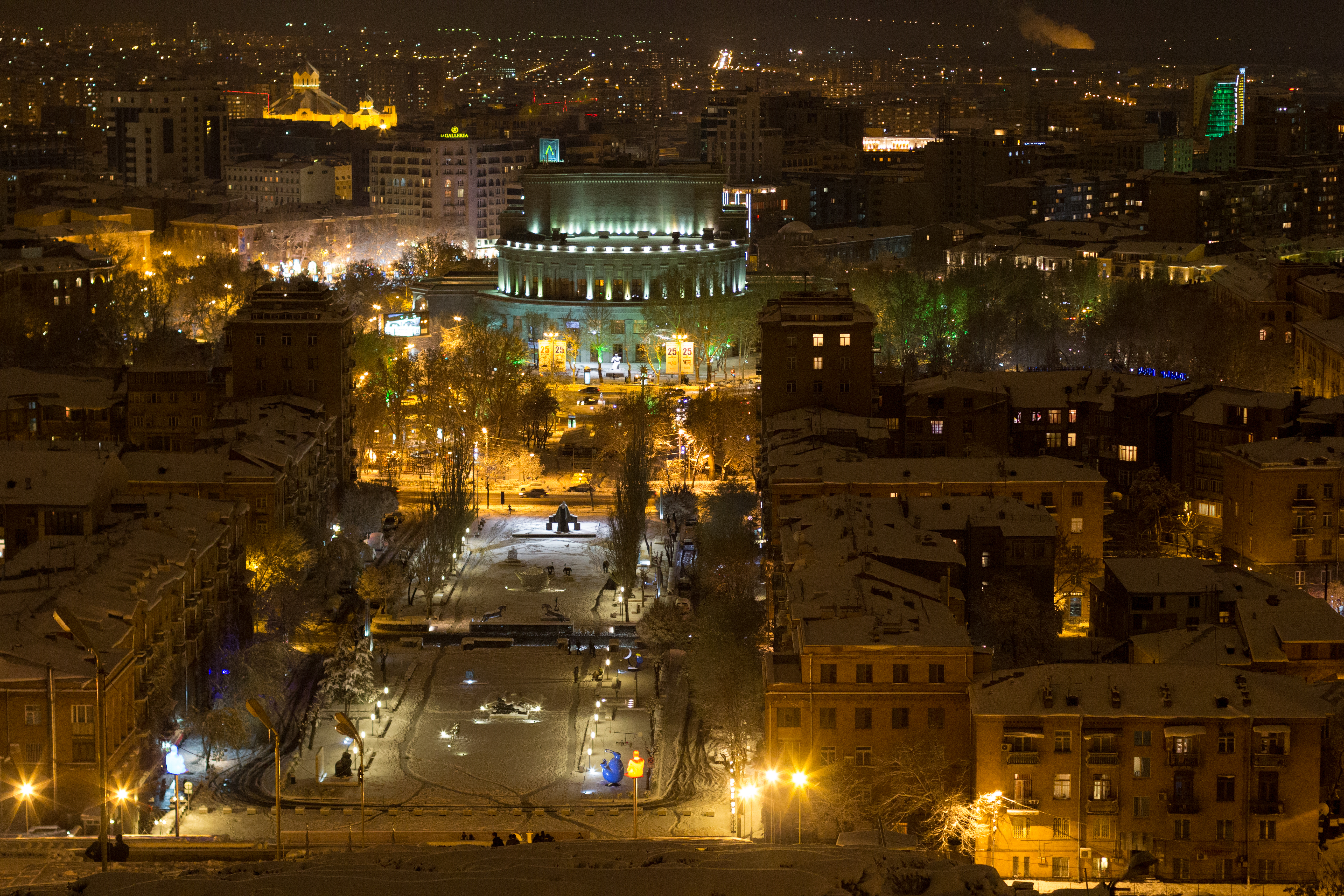
شارع تمانيان ليلا
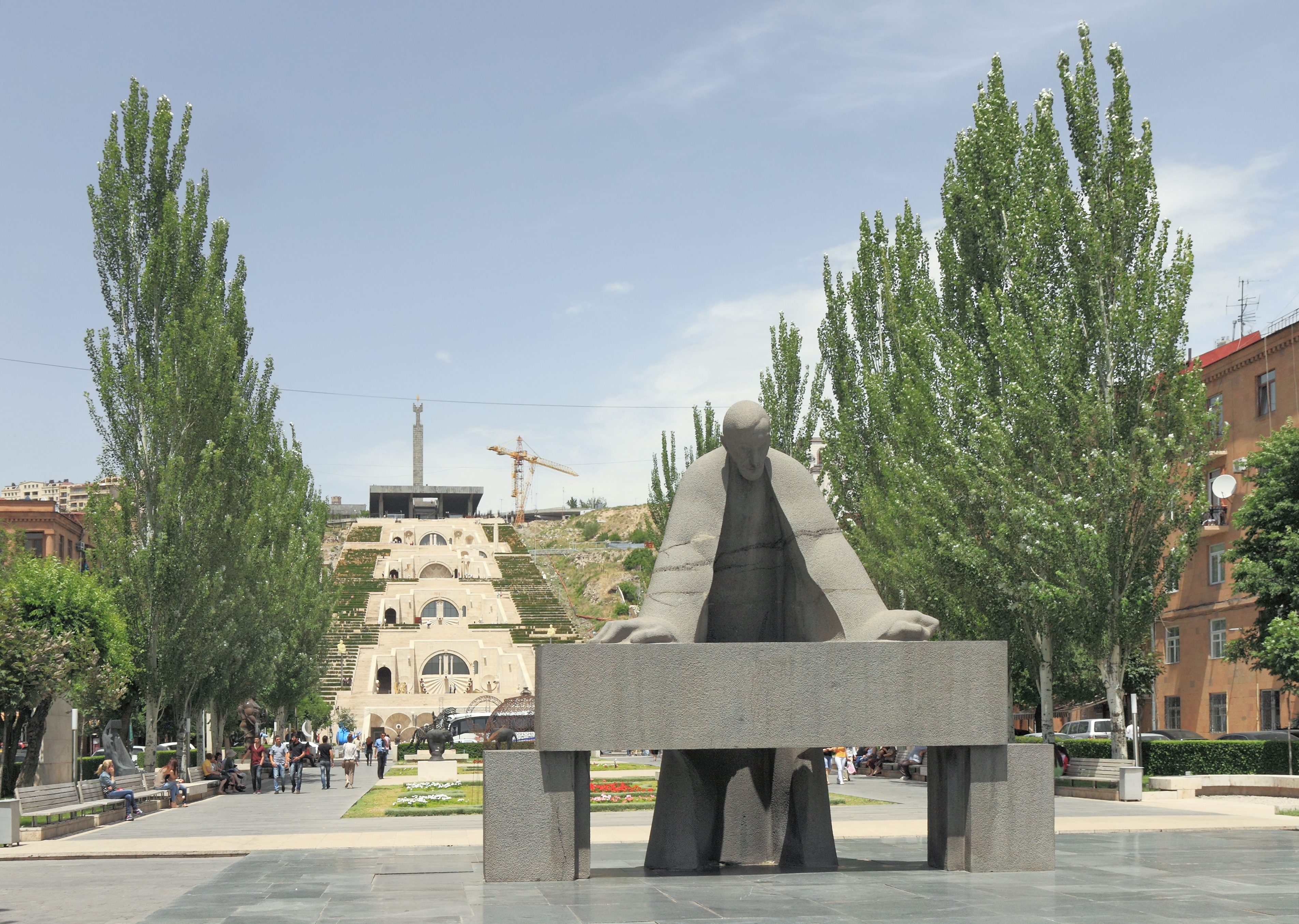
تمثال تمانيان عند المدخل
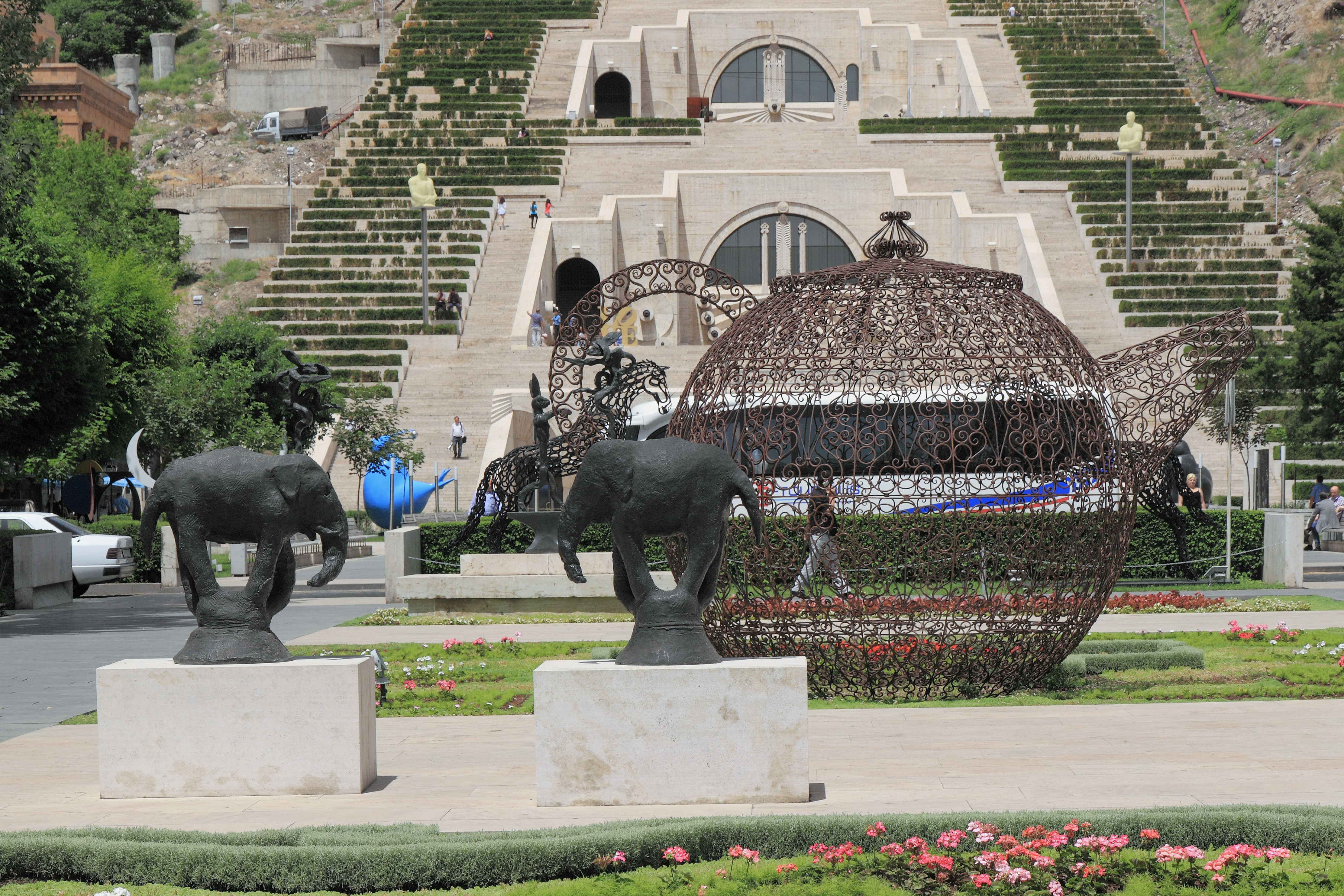
أعمال فنية في حديقة النحت
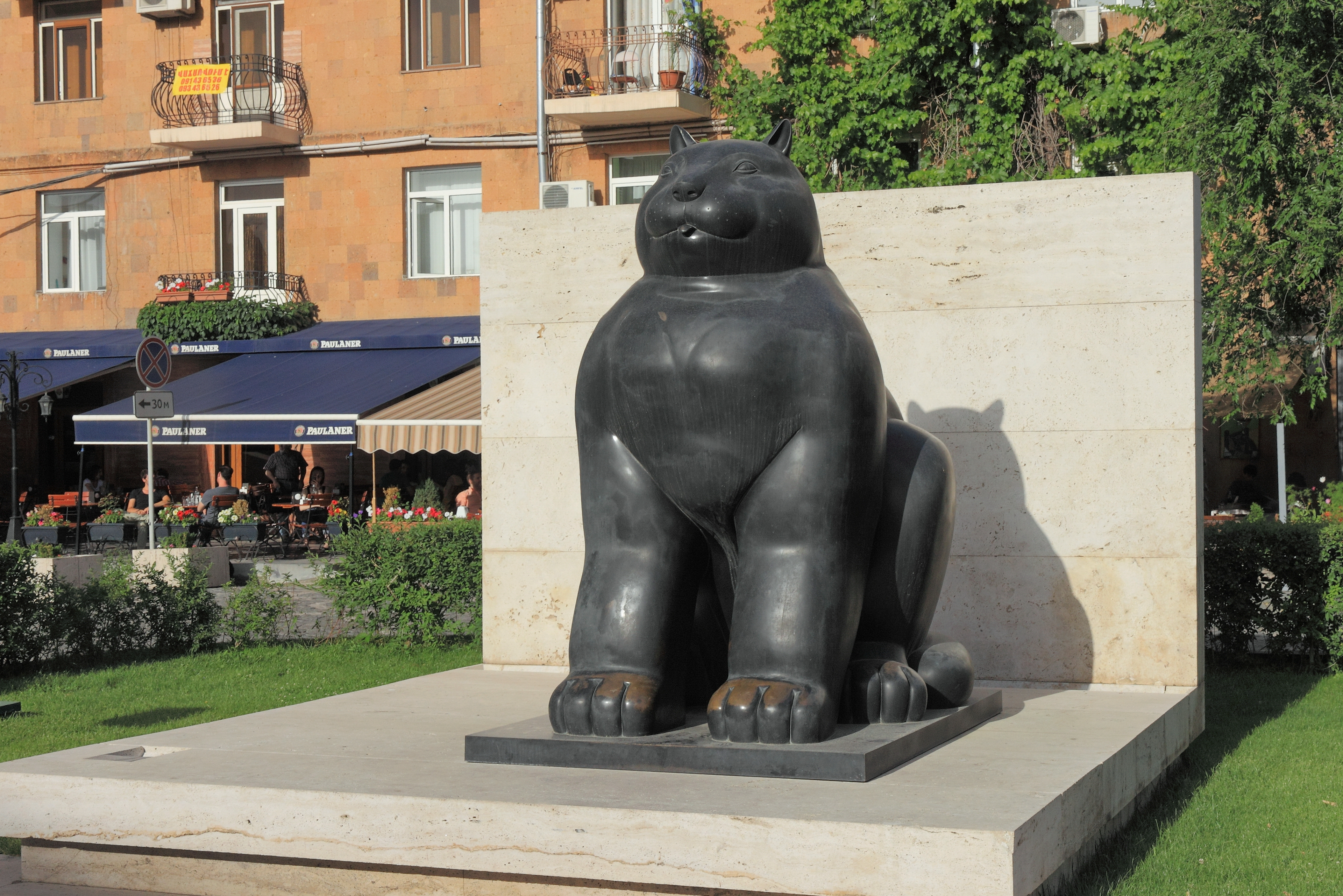
Botero's Cat